# Remete-lyuk
A Remete-lyuk a Duna–Ipoly Nemzeti Parkban lévő Pilis hegységben, Pilisszentkereszten található egyik barlang. Turista útikalauzokban is ismertetve van.

## Leírás
Pilisszentkereszt külterületén, a Két-bükkfa-nyeregtől DK-re 550 m-re, a zöld sáv jelzésű turistaúttól K-re 100 m-re, attól 25 m-rel magasabban van a barlang bejárata. Kőfülkeszerű, 3 m hosszú üregéből jobbra lefelé indul egy elszűkülő kis oldalág. Végpontján található egy korróziós eredetű vakkürtő, amely 1,5 m-es. Nincsenek képződményei, korróziós formák tagolják falait. Nincs jelentősége továbbkutatás szempontjából. Az engedély nélkül járható barlang megtekintéséhez elég barlangjáró alapfelszerelés használata.
Előfordul a barlang az irodalmában János-luka-barlang (Kraus 1997), Remete-luk (Kraus 1997), Remetelyuk (Vörös 1930) és Urbándombi sziklaüreg (Kadić 1952) neveken is. 1976-ban volt először Remete-lyuknak nevezve a barlang az irodalmában.

## Kutatástörténet
A Turisták Lapja 1930. évi évfolyamában meg van említve, hogy a Gyula-pihenője-barlangtól K-re, a Két-bükkfa-nyereg alatt helyezkedik el a Remetelyuk, amely 2 m hosszú és 1,5 m széles. Nem tudni, hogy milyen mély a barlang, mert tele van dobálva fa- és kőtörmelékkel. A Remetelyuktól K-re található a Varga-lyuk.
A Turisták Lapja 1937. évi évfolyamában az van írva, hogy a Remetelyuk Pilisszentkereszt határában, a Két-bükkfa-nyereg előtt, az Urbán-domb D-i oldalán fekszik. A barlangot 1913-ban Szücs Gyula ismertette. Schőnviszky Lászlóék többször keresték, míg végül körülbelül a megadott helyen találtak egy kis zsombolyszerű lyukat, amely azonban nem teljesen hasonló a Szücs Gyula által leírt barlanghoz. A szűk lyuk kb. 6 m-t halad lefelé és egy 6 m-es kis üregbe nyílik, amely Ny-i irányban egy 4 m-es kis odúval végződik. A barlang a Pilis hegy tömbjéhez tartozó dachsteini mészkőben jött létre. Az 1948-ban kiadott, Pilis-hegység című útikönyvben szó van arról, hogy a Két-bükkfa-nyereg vízválasztójától és fontos útcsomópontjától balra, a hegyoldalban (néhány lépésre) található a Remete-lyuk.
A Kadić Ottokár által írt, 1952-ben befejezett kézirat szerint az Urbándombi sziklaüreg (Remetelyuk) Pilisszentkereszt határában, a Két-bükkfa-nyereg előtt található. Az Urbán-domb D-i oldalán van a sziklaüreg bejárata. Az útról nem lehet észrevenni, mert teljesen eltakarják a bokrok. Mohával és télizölddel van benőve félköralakú bejárata. Szűk bejárata kb. 6 m mélyen lefelé vezet egy 6 m-es üregbe, amely Ny-i irányban egy 4 m-es odúval ér véget. A kézirat barlangra vonatkozó része 3 publikáció alapján lett írva.
Az 1953. évi Földrajzi Értesítőben található, Láng Sándor által írt tanulmányban az olvasható, hogy a Két-bükkfa-nyeregben lévő Remetelyuk egy jelenleg ismeretlen barlang, amelynek állítólag a nyereg alatt található fahídtól jobbra, a hegyoldalban van a bejárata. Bejáratát bokrok takarják. Senki nem vizsgálta át a barlangot, amely csak egy turista útikalauzban van említve. A publikációban lévő 6. ábrán, a Pilis hegy hosszmetszet térképén látható a Pilis hegyen lévő barlangok körülbelüli földrajzi elhelyezkedése. A rajzon megfigyelhető a Két-bükkfa-nyereg alatt lévő Remetelyuk földrajzi elhelyezkedése.
Az 1974-ben megjelent, Pilis útikalauz című könyvben szó van arról, hogy a Szopláki-ördöglyuktól É-ra, a zöld jelzésű turistaút K-i oldalán, a fák között felbukkanó mészkősziklákban van két kis barlang. A Bertalan Károly és Schőnviszky László által összeállított, 1976-ban megjelent Magyar barlangtani bibliográfia barlangnévmutatójában szerepel a Pilis hegységben lévő barlang Remete-lyuk néven. A barlangnévmutatóban meg van említve egy irodalmi mű, amely foglalkozik a barlanggal.

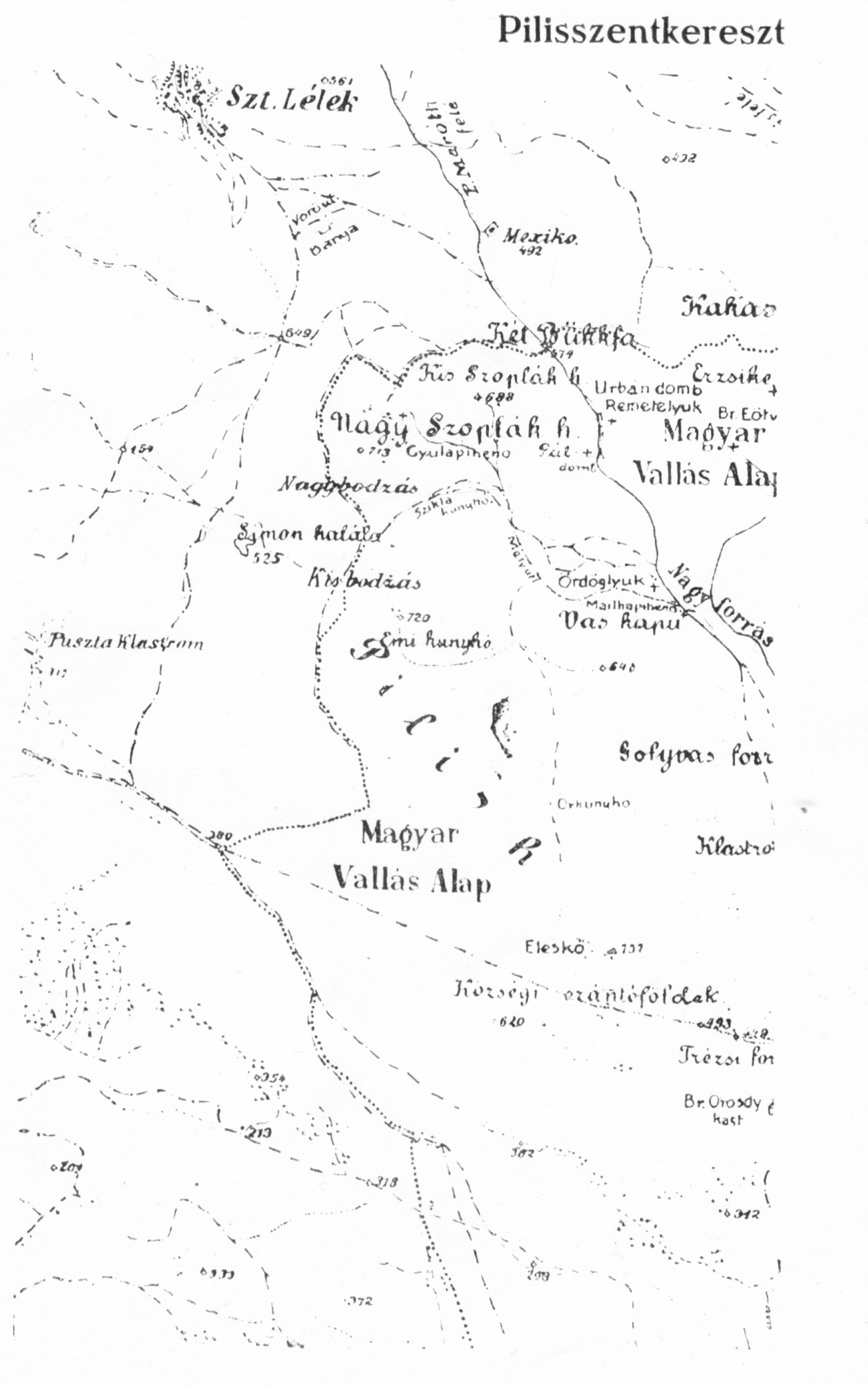
A Szücs Gyula 1913-ban kiadott könyvében lévő térkép (Pilisszentkereszt és környéke) egyik fele, amelyen látható a Remete-lyuk (a térképen Remetelyuk) földrajzi elhelyezkedése

Az 1976-ban befejezett, Magyarország barlangleltára című kéziratban az olvasható, hogy a Pilis hegységben, a Pilis-vonulatban, Pilisszentkereszten helyezkedik el a Remetelyuk (Urbándombi sziklaüreg). A Két-bükkfa-nyereg előtt, az Urbán-domb D-i oldalában van a barlang bejárata. A Két-bükkfa-nyeregtől Pilisszentkereszt felé 2 percet kell gyalogolni az első S kanyarig. Az itt lévő útjelző táblától jobbra kb. 150 m-re, kis mellékhegynek a sziklás kúpjában nyílik. A barlang 2 m hosszú, 1,5 m széles és 1,8 m magas. Zsombolyszerű bejárata van a kis üregnek. A kézirat barlangot ismertető része 5 irodalmi mű alapján lett írva.
Az 1981. évi MKBT Beszámolóban az van írva, hogy a Foton Barlangkutató Csoport a Szopláki-ördöglyuk és a dobogókői műút között fekvő dombon 1981-ben feltárt két kis üreget, amelyek közül az egyik 3 m hosszú, a másik pedig 12 m hosszú. 1982-ben Kárpát József rajzolta meg a barlang alaprajz térképét, hossz-szelvény térképét és két keresztmetszet térképét, amelyek 1:50 méretarányban mutatják be a barlangot. Az alaprajz térképen látható a két keresztmetszet elhelyezkedése a barlangban. Az Acheron Barlangkutató Csoport 1982. évi jelentésében meg van említve, hogy a csoport 1982-ben felmérte a Szopláki-ördöglyuktól É-ra 1 km-re található Remete-lyukat. A jelentésben látható a barlang négy térképe, amelyek a felmérés alapján készültek. Az 1982. évi MKBT Beszámolóban publikálva lett a csoportjelentés barlangot említő része és a barlang négy térképe (a méretarány feltüntetése nélkül).
Az 1984-ben kiadott, Magyarország barlangjai című könyv országos barlanglistájában szerepel a Pilis hegység barlangjai között a barlang Remete-lyuk (Urbándombi sziklaüreg) néven. A listához kapcsolódóan látható a Dunazug-hegység barlangjainak földrajzi elhelyezkedését bemutató 1:500 000-es méretarányú térképen a barlang földrajzi elhelyezkedése. A Kárpát József által 1990-ben írt kéziratban ismertetve van az 5 m hosszú és 2 m mély barlang. A kéziratba bekerült a Remete-lyuk 1982-ben készült négy térképe. A Kárpát József által 1991-ben írt összeállításban meg van említve, hogy a Remete-lyuk (Pilisszentkereszt) 5 m hosszú és 2 m mély. Az 1991-ben napvilágot látott útikalauzban meg van ismételve az 1974-es útikalauzban található, Remete-lyukra vonatkozó utalás.
Az Eszterhás István által 1993-ban írt, Magyarország nemkarsztos barlangjainak lajstroma című kéziratban az olvasható, hogy a Visegrádi-hegységben, a 4900-as barlangkataszteri területen, Pilisszentkereszten helyezkedik el a Remete-lyuk. Az andezitben létrejött barlang 2 m hosszú és 1,8 m magas. Az összeállításban fel van sorolva az a Magyarországon, nem karsztkőzetben kialakult, létrehozott 520 objektum (478 barlang és 42 mesterséges üreg), amelyek 1993 végéig ismertté váltak. Magyarországon 178 barlang, illetve mesterségesen létrehozott, barlangnak nevezett üreg alakult ki, lett kialakítva andezitben. A Visegrádi-hegységben 33 barlang jött létre nem karsztkőzetben.
A Troglonauta Barlangkutató Csoport 1993. évi jelentésében szó van arról, hogy a Remete-lyuk (Urbán-dombi sziklaüreg) a Két-bükkfa-nyereg előtt, az Urbán-domb D-i oldalán van. A nyeregtől Pilisszentkereszt felé gyalog kell haladni (Ézsiás György szerint a műúton) az első S kanyarig, majd itt az útjelző táblától jobbra, kb. 150 m-re, egy kis mellékhegy sziklás kúpján található. A kis üregnek zsombolyszerű (?) a bejárata. A barlang hossza 2 m, magassága (?) 1,8 m. Más leírás szerint (1981) ezen a területen két (egy 3 m-es és egy 12 m-es) üreget találtak a Foton Barlangkutató Csoport tagjai. A leírt helyen felmért Kárpát József egy Remete-lyuk nevű, kb. 3 m-es üreget. Ezt Ézsiás Györgyék is ismerik, mert jártak benne. Megközelíthető a nyeregből DK-re, a zöld jelzésű turistaúton gyalogolva, majd párszáz méter után balra (É-ra) felkanyarodva. Könnyű megtalálni, de nem zsombolyszerű a bejárata.

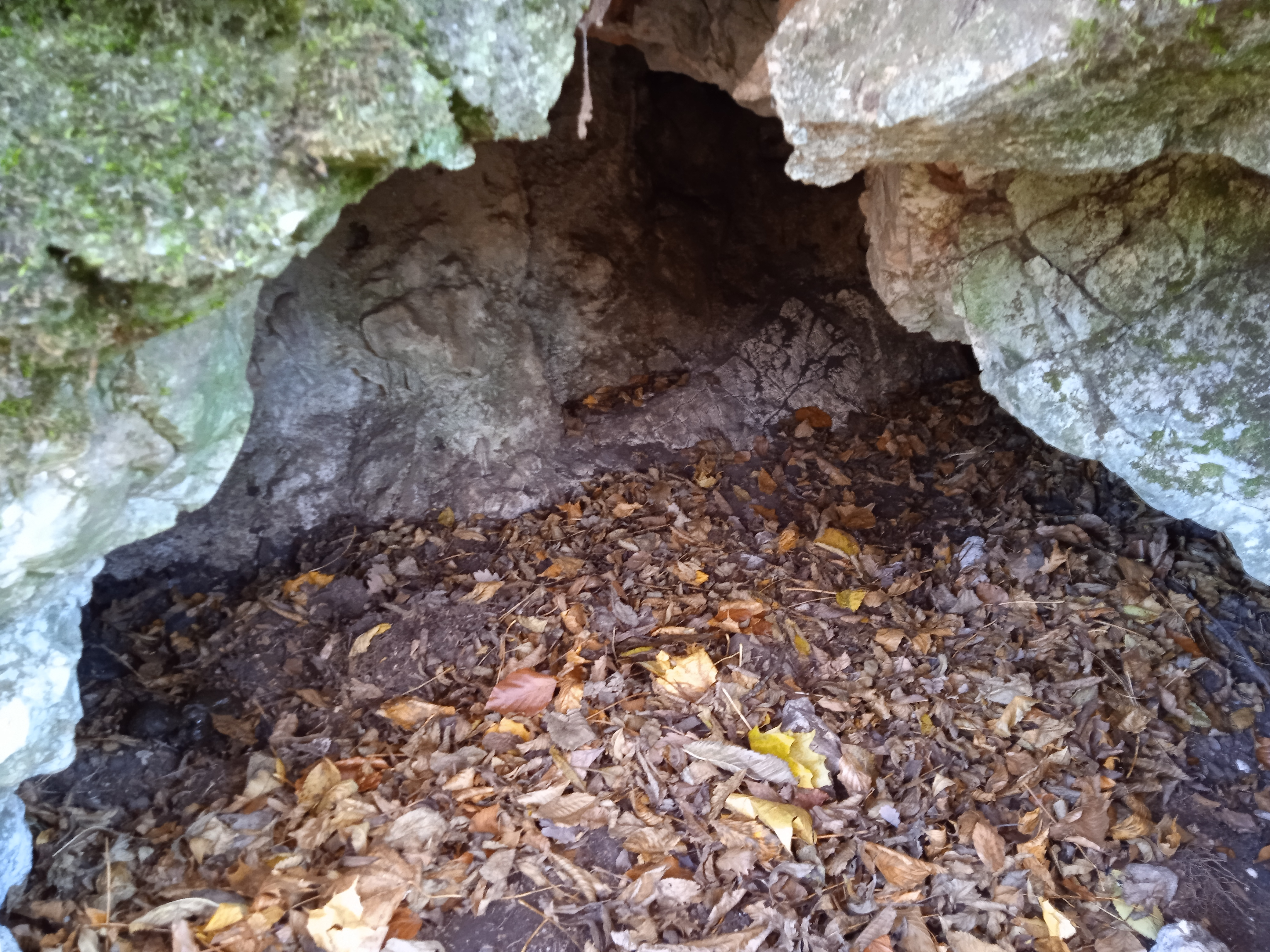
A Remete-lyuk eleje

Az 1981-es leírásban szereplő, 12 m-es üreget Ézsiás Györgyék nem ismerik. A régi irodalom a Remete-lyukat folyamatosan nagyon feltöltődő, mély zsombolyszerű üregnek ismerteti. Ézsiás György szerint ezért egy barlang biztosan van, de lehet, hogy négy. Ez azért lehetséges, mert ha az 1981-ben talált két üreg nem azonos az ismert (nem a régi) Remete-lyukkal és nem zsombolyszerűek, akkor rajtuk kívül ott van az ismert Remete-lyuk, illetve a régi, zsombolyszerű Remete-lyuk. Elképzelhető, hogy ez az utóbbi eltömődött. Ézsiás György érdekességként idézte a Turisták Lapja 1930. évi és 1937. évi évfolyamában kiadott, Remete-lyukat bemutató két barlangleírást, mert az azokban említett méretek nem egyeznek egyik fentebbivel sem. A csoportjelentés Remete-lyukat ismertető része 6 irodalmi mű alapján lett írva. A barlangleíráshoz csatolva lett egy térképrészlet, amelyen be van jelölve a Remete-lyuk bejáratának helye.
1997. május 17-én Kraus Sándor rajzolt helyszínrajzot, amelyen a Szoplak-völgy üregeinek földrajzi elhelyezkedése van ábrázolva. A rajzon látható a Remete-luk földrajzi elhelyezkedése. Kraus Sándor 1997. évi beszámolójában az olvasható, hogy a nem beazonosítható Remete-luknak (János-luka-barlang) volt térképe 1997 előtt. A jelentésbe bekerült az 1997-ben készült helyszínrajz. A 2001. november 12-én készült, Magyarország nemkarsztos barlangjainak irodalomjegyzéke című kézirat barlangnévmutatójában szerepel a Remete-lyuk (Visegrádi-hegység, Dobogókő), amely lehet, hogy karsztosodó kőzetben alakult ki. A barlangnévmutatóban fel van sorolva 10 irodalmi mű, amelyek foglalkoznak a barlanggal. A 498. és az 506. tételekben nincs említve a barlang, helyettük a 497. és az 504. tételekben van említve. A 2018. évi Karsztfejlődésben meg van említve, hogy a legtöbb remetebarlang tufába, agglomerátumba vagy homokkőbe mélyülő barlang, amelyet vagy mesterséges úton készítettek, vagy természetes barlangokat alakítottak tovább (pl. Pilisszentkereszt).

## További irodalom
- Eszterhás István: Legenden über vulkanische Höhlen in Ungarn. Jahresbericht der Höhlenforscher-gruppe Rhein-Main, Frankfurt a. M. 1997. 50–55. old.
- Eszterhás István: Legenden über vulkanische Höhlen in Ungarn. Slovenský Kras, 1999. (37.) 29–36. old.
- Lorberer Árpád: Szpeleográfiai terepjelentés. Kézirat. Budapest, 1973 és 1975. (Fényképmellékletekkel.)
- Szücs Gyula: Pilisszentkereszt és környéke. Budapest, 1913. 24., 55., 66. old.
- –: BETE Barlangnapló. Kézirat. 1. köt. 1931–1938, 2. köt. 1939–1942.